# Казимир Нінга
Казимир Нінга (фр. Casimir Ninga; 17 травня 1993, Мандуль) — чадський футболіст, нападник клубу «Ат-Тадамун» та збірної Чаду.

## Клубна кар'єра
Уродженець Чада Казимир перший контракт уклав з місцевим клубом «Ренеса́нс». Через два роки з габонською командою вищого дивізіону «Мангаспорт».
Влітку 2015 Нінга переїхав до Франції, де уклав контракт з клубом «Монпельє». За підсумками першого сезону  в 26 матчах він забив сім голів та зробив чотири результативні передачі. 1 жовтня 2016 Казимир відзначився хет-триком у грі проти «Діжона», підсумковий результат матча 3–3.
Один сезон Нінга відіграв за «Кан» у 34-х матчах відзначився лише п'ять разів.
8 серпня 2019 Казимир приєднався до клубу «Анже» підписавши з ним трирічний контракт. 22 вересня 2019 Нінга забиває свій другий хет-трик у переможному матчі 4–1 над «Сент-Етьєном».
27 серпня 2020 року на правах оренди Казимир перейшов до клубу «Сівасспор».
Надалі він виступав за команди «Анортосіс», «Сумгаїт» та «Ат-Тадамун».

## Виступи за збірну
У 2011 році Казимир Нінга дебютував у складі збірної Чаду. Наразі за збірну він провів 16 матчів, у яких забив 1 м'яч.

## Титули і досягнення
«Мангаспорт»
- Чемпіон Габону (2): 2013-2014, 2015.